# Níkos Nikolópoulos
Níkos Nikolópoulos (en grec Νίκος Νικολόπουλος), né le 21 février 1958 à Patras en Grèce, est un homme politique grec.

## Biographie
Il est nommé secrétaire d'État au Travail en 2012. Il présente sa démission le 9 juillet 2012, en déplorant que le gouvernement n'ait pas lancé une renégociation immédiate des mesures de rigueur imposées par l'UE et le FMI à la Grèce.
Aux élections législatives grecques de janvier 2015, il est élu député au Parlement hellénique sur la liste des Grecs indépendants dans la circonscription de l'Achaïe. Il est désigné représentant parlementaire des Grecs indépendants pour la XVIe législature.